# Aljamiado

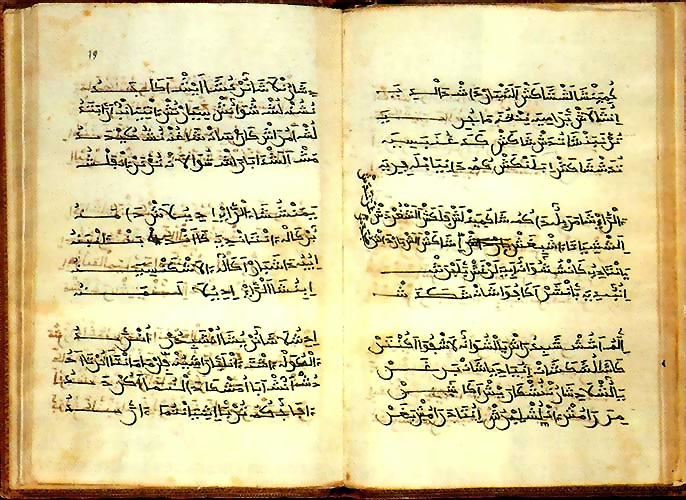
Spanskspråkig aljamiado.

Aljamiado är beteckning på en text på ett romanskt språk som skrivits med det arabiska alfabetet eller hebreiska alfabetet. Exempel i historien på folk som använt aljamiado är morerna i Spanien och bosniska[källa behövs] muslimer.